# Griša (Čechov)
Griša (in russo Гриша?, Griša) è un racconto di Anton Čechov, pubblicato per la prima volta nel 1886.

## Trama
L'ambiente familiare e la prima uscita per le vie cittadine di Griša, un bambino di due anni e otto mesi, sono raccontati dal punto di vista dello stesso bambino. 
Finora Griša è vissuto sempre nella sua stanza e conosce pochissime esseri viventi: la bambinaia e la mamma, che lo aiutano a mangiare e a vestirsi, la zia, personaggio misterioso che spesso scompare e che una volta gli ha regalato un tamburo, il papà, di cui tuttavia non comprende l'utilità, il gatto, un essere simile alla pelliccia del papà. 
Oggi è la sua prima uscita di Griša in città, in compagnia della bambinaia. È una bella giornata primaverile, le vie sono piene di tanti papà mamme e zie, di cavalli, animali stranissimi e goffi, una paurosa schiera di soldati, una banda musicale, un signore in divisa che conosce la bambinaia e la abbraccia, ecc. 
Tornato a casa, di notte, ancora eccitato per tutte le cose nuove che ha visto quel giorno, Griša non riesce a prender sonno e infine si mette a piangere. Sua madre, pensando che Griša sia indisposto per aver mangiato troppo, gli dà un cucchiaio di olio di ricino.

## Storia
Griša fu pubblicato per la prima volta sul numero 14, 5 aprile 1886 del settimanale umoristico e letterario Oskolki (in russo Осколки?, Oskolki, in lingua italiana: Frammenti o Schegge) diretto da Nikolaj Aleksandrovič Lejkin. Čechov utilizzò lo pseudonimo di "Antoša Čechontè". Griša' fu poi pubblicato nell'edizione delle Opere di Čechov dell'editore A. F. Marks (Polnoe sobranie sočinenij A.P. Čechov, Sankt-Peterburg: Izdanie A. F. Marksa, 1886, Vol. V (Racconti umoristici).

## Edizioni
- Antoša Čechontè, «Griša in russo Гриша?, Griša (Il romanzo del contrabbasso)», Oskolki numero 14, 5 aprile 1886, p. 4
- Anton Čechov, «Anima cara». In: Racconti; traduzione di Agostino Villa, Vol. I, Torino: Einaudi, 1950
Contiene: Il duello; Incubo; In carretta; Il consigliere segreto; Ragazzi; Arte; Ssst!...; Il racconto di uno sconosciuto; Donne del popolo; Nel cantuccio natio; Vagnka; Beltà femminili; Il reparto n.6; Durante la settimana santa; Dušečka; La villa con mezzanino; Villanuova; La mia vita; Grisha; Il viaggiatore di prima classe; L'opera d'arte; Dalle memorie di un uomo impulsivo; alle memorie di un uomo irascibile; Martiri; Vigilia di quaresima; La sirena; Il camaleonte; Il professore di belle lettere; Ariadna; Un bacio
- Anton Čechov, Tutte le novelle, Vol. I: Teste in fermento; introduzione e traduzione di Alfredo Polledro, Milano: Biblioteca Universale Rizzoli, 1951
- Anton Čechov, Racconti e novelle; a cura di Giuseppe Zamboni; traduzione di Giovanni Fccioli, introduzione di Emilio Cecchi; appendice critica a cura di Maria Bianca Luporini, Coll. I grandi classici stranieri, Firenze: G. C. Sansoni, 1963, Vol. I, pp. 573-76
- Anton P. Čechov, Tutti i racconti, Vol. I: Primi racconti: 1880-1885; a cura di Eridano Bazzarelli, Coll. I grandi scrittori di ogni paese, Serie russa, Tutte le opere di Čechov, Milano: Mursia, 1963
- A. Cechov, Opere, Vol. 1: Romanzi brevi e racconti: 1880-1884; a cura di Fausto Malcovati; traduzione di Monica Gattini Barnabò, Roma: Editori Riuniti, 1984, ISBN 88-359-2699-8